# جبال الألب أبينزيل
جبال الألب أبينزيل هي سلسلة جبلية تقع في سويسرا.